# Simeon av Emesa
Simeon av Emesa, eller abba Simeon, eller Den helige Simeon Salos, (eng. "Simeon the Holy Fool") var en kristen munk, eremit och helgon av bysantinskt-syriskt ursprung. Han levde i Emesa i Syrien, nuvarande Homs, på 500-talet e.kr. Han anses av den ortodoxa kyrkan och den katolska kyrkan som en av de första "jurodivyj" (Kristi dåre).
Han levde först i många år som eremit vid Döda havet, och inledde sin karriär som helig dåre i Emesa genom att gå in i staden släpande på en död hund.
Han uppträdde som en klassisk grekisk kyniker, likheterna med kynikerna har påvisats av Derek Krueger. Han kunde störa gudstjänster genom att kasta nötter på kyrkobesökare, kasta köpmännens varor omkring på torget, äta lupiner, äta otroliga mängder bönor och mycket annat. Han undvek martyrdöden och var älskad av folket. 